# Syltåg
Syltåg (Juncus tenuis) är en växtart i familjen tågväxter. 